# Mugai-rjú
A Mugai-rjú (japánul 無外流, Mugai-ryū) egy korjú harcművészeti iskola, melyet Cudzsi Gettan Szukemocsi(辻月丹資茂 Tsuji Gettan Sukemochi) alapított 1680. június 23-án. Hivatalos neve Mugai sinden kenpó (無外真伝剣法 Mugai Shinden Kenpō).

### Cudzsi Gettan
A Mugai-rjú alapítója, Cudzsi Gettan Szukemocsi, Cudzsi Szukemocsi néven született a Keian második évében (1649) egy Maszugiban(馬杉 Masugi), Mijamura faluban (宮村 Miyamura), ma Kóka(甲賀郡 "Kōka-gun") város nevet viseli, mely ,a Siga (滋賀県 "Shiga-ken") prefektúrában található. Apja egy alacsony rangú szamuráj, Cudzsi Jadajú, a család második fia.
13 évesen Kiotóba küldte apja, hogy kardvívást tanuljon, 26 éves korára érte el a legmagasabb "Kaiden" szintet. Ez után Edóba (mai Tokió )ment, hogy iskolát nyisson. Hogy pontosan a kardvívás mely iskoláját tanulta nem bizonyos. A legmegbízhatóbb feljegyzések a Jamagucsi-rjút említik Jamagucsi Bokusinszai tanítása alatt, de még korábbi dokumentumok Itó Taizent említik mint mesterét.
A vívás ismeretei mellett nagy hangsúlyt fektetett az elméjének csiszolására is. Zen buddhizmust és kínai költészetet tanult Szekitan Rjózen (石潭良全) paptól a Kjúkódzsi (吸江寺) templomban. 32 évesen érte el a buddhista Megvilágosodást, melynek örömére egy verset írt:
```
 一法実無外
 乾坤得一貞
 吸毛方納密
 動着則光清
 
Ippō jitsu mugai

 
Kenkon toku ittei

 
Suimo hō nomitsu

 
Dōchaku soku kōsei
```

```
Az igazságon kívül nincsen semmi más

A Világ igazsága

Most itt van az elmémben

Minden apró mozdulatban fény csillan
```

Az első mondat utolsó két írásjegyét a 無外 mugait vette alapul, hogy iskolájának új nevet, ezzel egy új kardstílust adjon. A név a Mugai-rjú, vagyis Semmi más iskolája nevet kapta. Az elnevezésből is látszik, hogy a Zen az iskola fejlődésére és tananyagára is nagy hatással volt.

### Az iskola fejlődése
Az iskola megalakulásakor már Gettan a józan ész szerinti erkölcsi normák és a buddhista tanok betartásával igyekezett oktatni. Nem érdekelte, hogy nincsen hangzatos neve az iskolának, nem érdekelte a hírnév. 
A szellemiséget a kardrántás művészetének elnevezésébe is átvitte. 
Elsődleges harcművészete az iaihjódó lett. 
Az iai jelentése a hirtelen találkozás. Ebből a szóból ered az iaidzsucu nevű harcművészet, mely a kardrántás művészete, illetve az iaidó, mely egy meditatívabb,szellemibb utat jelöl.
A hjódó a Hjó (katonai) és a Dó(spirituális út)szavakból tevődik össze, melynek együttes értelme: A katonai szellem útja. Gettan ezzel rávilágított, hogy az igazi harcművésznek nem elég a harcot jól tanulnia, elméjét is élesítenie kell hozzá. 
Az iskola 10 hosszú kardos (tacsi)és 3 rövidkardos (kodacsi) technikával rendelkezett. 
Az iskola ismertté vált a Gekiken/gekkenről, mely páncélban történő bambuszkardos edzés, ami a mai kendó előde.
Későbbiekben az iskola egyre elterjedtebb lett, nőtt az érdeklődés a mugai-rjú iránt. 
Gettan 1727-ben halt meg, a stílust fivérei vitték tovább. 
Yaszuke Takahasi, Gettan öccse Dzsikjó-rjú iaidzsucut tanult, melyből több technikai újítást ültetett át a Mugai-ba, mint például a Szuvari-vazákat. Ezek olyan technikák, mikor a gyakorló felek egymással szemben térdelő ülésben (szeizában) ülnek és innen rántanak kardot.
A páros vívás gyakorlatokra (kumitacsi) felkészítő és egyben meditatív begyakorolt mozdulatokat fejlesztettek ki. Ezek a Katák.
Hogy a vágások erejét és pontosságát mérjék és gyakorolják az ún. Tamesigiri (próba vágás) technikát vezették be, mely ekkor már elterjedt volt a kardkovácsok körében az új kardok tesztelésére.

### Mesterek és vezetők(Szoke)
| Generáció | Edo mugai-rjú Nagymesterek |
| --------- | -------------------------- |
| 1.        | Cudzsi Gettan Szukemocsi   |
| 2.        | Cudzsi Uheita              |
| 3.        | Cudzsi Kimata Szukehide    |
| 4.        | Cudzsi Bunzaemon Szuketaka |
| 5.        | Cudzsi Kimata Szukejuki    |

A hatodik generációtól a iskolák kettéváltak és a korábbi Edo mellett a Himedzsi stílus is megkezdte működését.
| Generáció | Edo nagymesterek           | Generáció | Himedzsi nagymesterek         |
| --------- | -------------------------- | --------- | ----------------------------- |
| 6.        | Cudzsi Bunzaemon Szukenobu | 6.        | Takahasi Hacsiszuke Micuszuke |
| 7.        | Cudzsi Kinicsiro Yosisige  | 7.        | Takahasi Tacuzo Micuharu      |
| 8.        | Cudzsi Kimata Sibaoka      | 8.        | Takahasi Hacsiszuke Shgejuki  |
| 9.        | Cudzsi Kamegoro Szadatoku  | 9.        | Takahasi Tecuo Takesige       |
|           |                            | 10.       | Takahasi Kjutaro Koun         |
|           |                            | 11.       | Nakagawa Sirjo Sinicsi        |

A Mugai-rjú utolsó nagymestere (szokéje) Nakagawa Sirjo Sinicsi mester volt, aki 1981 január 2-án 86 éves korában hunyt el. Utódot nem nevezett ki, de több tanítványa is elnyerte a Menkjó kaiden (legmagasabb) fokozatot. Ők a következők:
```
 Nakatani Takasi
 Sirai Rjotaro
 Toda Motohisza
 Okamoto Josiharu
 Konisi Miszakazu
 Nagaszava Maszao
 
Niina Toyoaki Gjokuszo

 Szega Josijuki
 Konisi Sin
 Tamenori Akitada
 Fudzsimura Micsio
 Nakatani Maszaja
 Furuhata Kimijuki
```

### Mugai-rjú Európában
Az Európában ismert Mugai-rjút Niina Toyoaki Gjokuszo Szokétól tanulhatta Luciano Gabriel Morgenstern, aki Japánból hazatérve megalapította első edzőtermét Kölnben. Később több stílust is tanult. 2017-ben a Kaiden szintet kapta meg, majd 2021-ben a 7.dan szintet nyerte el. 
Európában jelenleg 8 országban, 20 iskola működik, melyek mind Luciano Gabriel Morgenstern Mester vezetése alá tartoznak. Központja a kölni Tensinkai dodzsó.
| Németországi iskolák |            |                             |
| Iskola neve          | Város      | Vezető mestere              |
| -------------------- | ---------- | --------------------------- |
| Tensinkai dodzsó     | Köln       | Luciano Gabriel Morgenstern |
| Tensinkai dodzsó     | Düsseldorf | Andreas Laskowski           |
| Tensinkai dodzsó     | Aachen     | Jonas Fell                  |
| Tensinkai dodzsó     | Hamburg    | Simon Landsberg             |
| Gunsinkai dodzsó     | Frankfurt  | Klaus Bösche                |
| Zansinkai dodzsó     | Hachenburg | Ralf Laqua                  |
| Sudoin dódzsó        | Meschede   | Marcus Görl                 |

| Hollandiai iskolák |            |                |
| Iskola neve        | Város      | Vezető mestere |
| ------------------ | ---------- | -------------- |
| Kocsókai           | Amszterdam | Arjan Tervoort |

| Olaszországi iskolák |            |                      |
| Iskola neve          | Város      | Vezető mestere       |
| -------------------- | ---------- | -------------------- |
| Iaido Academy Italia | Róma       | Maurizio Feliziani   |
| Iaido Academy Italia | Valcanetta | Flavio Feliziani     |
| Iaido Academy Italia | Cerveteri  | Roberto Frazzetta    |
| Iaido Academy Italia | Cosenza    | Gian Piero Costabile |

| Törökországi iskolák |           |                |
| Iskola neve          | Város     | Vezető mestere |
| -------------------- | --------- | -------------- |
| Mugenkai dodzsó      | Isztambul | Burak Azak     |

| Csehországi iskolák |       |                |
| Iskola neve         | Város | Vezető mestere |
| ------------------- | ----- | -------------- |
| Korjukai dodzsó     | Prága | Filip Bartos   |

| Angliai iskolák       |                 |                  |
| Iskola neve           | Város           | Vezető mestere   |
| --------------------- | --------------- | ---------------- |
| Injósin dodzsó        | Brimingham      | David Jackson    |
| Injósin-LCTKD dodzsó  | Cotswolds       | Neil Hall        |
| Injósin-Komori dodzsó | Gloucestershire | Brian Carpenter  |
| Nanasi dodzsó         | London          | David Barrington |

| Észtországi iskolák |             |                |
| Iskola neve         | Város       | Vezető mestere |
| ------------------- | ----------- | -------------- |
| Szengecu dodzsó     | Saku/Talinn | Indrek Järv    |

| Svédországi iskolák |        |                |
| Iskola neve         | Város  | Vezető mestere |
| ------------------- | ------ | -------------- |
| Injókai dodzsó      | Sandby | David Lindholm |

### Technikák
A Mugai-rjú iaihjódót alapvetőleg 3 részre osztjuk technikailag.
kata
kumitacsi
tamesigiri

#### Kata
A kata 型, vagyis forma egy begyakorlott folyamatos mozgás sort jelent, elképzelt ellenfelekkel szemben. A mugai-rjúnál ide az iai (kard rántás) formagyakorlatait soroljuk, melynek gyakorlásakor a tanulók iaitót (életlen szamurájkardot) használnak.
Ezek lehetnek ülő, álló és lerohanó gyakorlatok.

##### Ülő kata
A kezdeti időkben az ülő katákat iai-gosi nevű félig térdelő testtartásból indították és mindig ide is tértek vissza a gyakorlat befejezésekor.
Csiburit, vagyis vérlecsapást minden gyakorlatkor oldalra nagy lendülettel végezték.
Mára kikoptak az ülő gyakorlatokból, a technikákat pedig csak szeiza teljes térdelő pozícióból hajtják végre. A Mugai-rjúban ismert ülő katák a következők:
| Gojó kata 五用 | Goka kata 五箇     |
| -------------- | ------------------ |
| Sin 真         | Szuigecu 水月      |
| Ren 連         | Incsújó 陰中陽     |
| Sza 左         | Jócsúin 陽中陰     |
| Jú 右          | Hibikigaesi 響返し |
| sa 捨          | Hazumi 破図味      |

##### Álló kata
| Goó katák 五応    |
| ----------------- |
| Munazukusi 胸尽し |
| Enjó 円要         |
| Rjó guruma 両車   |
| Nóokuri 野送り    |
| Gjokkó 玉光       |

Ezeken túl van még három további kata, melyek felkészítések egy újabb szintre. A hivatalos listában nem szerepelnek, mivel ezek pusztán egy kiegészítő alapot adnak. Ezek a Kihon icsi (Első alap), Kihon ni (második alap) és a Kihon san (harmadik alap)

##### Lerohanó kata
A hasirigakari katák a nagyobb távolságra lévő ellenfelek lerohanását oktatják. 
| Hasirigakari kata 走り掛り |
| -------------------------- |
| Mae gosi 走り掛り          |
| Muszógaesi 夢想返し        |
| Mavarigakari 廻懸り        |
| Migi no teki 右の敵        |
| Sihó 四方                  |

##### Rövid kardos katák
Ezek a katák a vakizasival végrehajtott katákat tanítják.
| Vakizasi no kata 脇差之形 |
| ------------------------- |
| Kiridome 切留             |
| Cukidome 突留             |
| Ukenagasi 受流            |
| Kiriage 斬上              |
| Kuraizume 位詰            |

##### Titkos kata
Titkos katának, vagyis naiden kataknak azokat nevezzük, melyek valami ritka, vagy váratlan támadási/védekezési technikát oktattak, emiatt csak a legmagasabb mesterszinteken tanulhatták az iaidót gyakorlók. Emiatt ezt a régi időkben nagyon rejtegették, titkolták. Mára már ismertek ezek a katák, de a tanulásukat most is csak a magas szinteken (2-3 dantól felfele) engedélyezik. 
Eredetileg 3 ilyen titkos kata létezett, ezt mára kettő másikkal kibővítették.
| Naiden Kata 内伝 |
| --- |
| Dzsinrai 迅雷 |
| Mikaeri 見返り |
| Icsidzsin 一陣 |
| Cugikagekannó 月影感応 |
| Sófú 梢風 A tényleges vívást szintén formagyakorlatokon keresztül párosan fakarddal (bokken) gyakorolják. Ezt nevezzük Kumitacsinak (組太刀), vagy Iai no katának (居合之形). \| Iai no kata 居合之形 \| \| -------------------- \| \| Hokuto 北斗 \| \| Taihaku 太白 \| \| Rjúszei 流星 \| \| Kaszumi 霞 \| \| Inazuma 稲妻 \| Tamesigirinek, vagyis próbavágásnak hívjuk az éles Szamurájkarddal (真剣sinken)történő vágásgyakorlatokat. Az éleskarddal történő gyakorlást és vágásokat (így a tamesigirit is) a veszélyessége miatt csak 1 dan mesterszint felett engedélyezik. A tamesigiri minden esetben egy japán tatami nádszőnyeg összetekerve, majd beáztatva. Így közel olyan ellenállóságot képez, mint egy élő szövet (pl. emberi kar, vagy egy láb). A gekken egy régi vívástípus, melyet páncélban, bambuszbotokkal gyakoroltak az éles párviadalokat imitálva. A páncélnak és a rugalmas kardnak köszönhetően itt kisebb volt a sérülés kockázata, így a vágásokat teljes erővel lehetett bevinni. A Gekkenben előfordulnak földreviteli, földharci és lefegyverzési technikák is. Ezt a gyakorlás módot sok iskola mai napig tartja, mint például a Kasima sinden dzsikisin kage-rjú. A Második világháború után a technikákat és a felszerelést csoportosították, csak néhány páros katát tartottak meg. Szigorú szabályok közé szorították a vívást és megalakult a kendó. A dzsúdó megalapításakor vezették be a tanuló- (kjú) és mesterfokozatokat (dan). Mint a legtöbb japán harcművészet, az iaidó és így Mugai-rjú is átvette ezt a típusú rangsorolást. A szintet az övön a karate , vagy a dzsúdó val szemben nem visel. A japán vívásban az az elterjedt szokás maradt meg, hogy a szintet a technikai tudás adja, amit azonnal látni a tatamira történő lépéskor így övszínre nincs szükség. 6 tanulófokozatot és 8 mesterfokozatot különböztetünk meg. Első amivel mindenki kezd az a mukjú (szint nélküli), majd ezt követik 5kjútól visszafele számolva 1kjúig a tanulószintek. Első dan-t hívják sodannak. Aki ezt a szintet eléri, az már jogosult az önálló oktatásra. A mestert mindig Szenszejnek nevezik, a magasabb szintű tanulótársat pedig Szenpájnak. - Ame agaru (Eső után) című filmben a főszereplő Iszava Ihei (Terao Akira) , Cudzsi Gettantól (Nakadai Tacuja) tanult Mugai-rjút, mellyel sorra győzi le kihívóit. Többször elmélkedik miközben Mugai-rjú katákat hajt végre, többek közt a Kihon-nit, Munazukusit, rjógurumát. 1. 2. 3. 4. - Darrell Max Craig: Mugai Ryu. A kardrántás klasszikus szamuráj művészete; ford. Vida Andrea; Lunarimpex, Budapest, 2004 (Mesterek és harci művészetek) |
| Iai no kata 居合之形 |
| Hokuto 北斗 |
| Taihaku 太白 |
| Rjúszei 流星 |
| Kaszumi 霞 |
| Inazuma 稲妻 |